# Jaffna
Jaffna (tamilul: யாழ்ப்பாணம், szingalézül: යාපනය, átírásban: Jápanaja) város Srí Lanka északi részén, az Északi (North) tartomány fővárosa. Az indiai parttól kevesebb mint 70 km-re, egy félszigeten fekszik. Lakossága 88 ezer fő volt 2012-ben.
Kereskedelmi központ és kikötőváros. Fő exportcikkei: gyümölcsök, gyapot, dohány, fa.
Az indiai tamilok a 13. században egy virágzó királyságot hoztak itt létre. Ettől az időtől a hindu tamil lakosság lakta szigetek székhelye lett. 1617-ben a portugálok annektálták a kikötővárost, de őket 40 évvel később elűzték a hollandok, akik néhány erődítménnyel gazdagították a várost. (A fennmaradtak közül az egyik a városi rendőrkapitányság épülete.) Az 1980-as évektől az önálló államért harcoló gerillák a félszigetet választották bázisul és a közelben heves harcok folytak. 2009-ben ért véget a polgárháború.
Főbb látnivalók a hindu és keresztény templomok, a Jaffna-erőd és a városi könyvtár épülete.

## Sport
A településen található a Lanka Premier League (LPL) nevű Húsz20-as krikettbajnokság egyik klubjának, a Jaffna Kingsnek a székhelye.

## Fordítás
- Ez a szócikk részben vagy egészben  a   Jaffna című angol Wikipédia-szócikk fordításán alapul.  Az eredeti cikk szerkesztőit annak laptörténete sorolja fel. Ez a jelzés csupán a megfogalmazás eredetét és a szerzői jogokat jelzi, nem szolgál a cikkben szereplő információk forrásmegjelöléseként.